# Acacia insulae-iacobi
Acacia insulae-iacobi är en ärtväxtart som beskrevs av Lawrence Athelstan Molesworth Riley. Acacia insulae-iacobi ingår i släktet akacior, och familjen ärtväxter. Inga underarter finns listade i Catalogue of Life.